# 銅店駅
銅店駅（トンジョムえき）は、大韓民国江原特別自治道太白市銅店洞にある韓国鉄道公社嶺東線の駅である。

## 駅構造
- 島式ホーム1面2線の地上駅。

## 歴史
- 1956年1月1日：開業。
- 1957年6月7日：駅舎新築竣工。
- 2009年7月1日：旅客取扱中止。

## 隣の駅
韓国鉄道公社
嶺東線
石浦駅 - 銅店駅 - 鉄岩駅
| スタブアイコン | サブスタブ | この項目は、まだ閲覧者の調べものの参照としては役立たない、鉄道に関連した書きかけの項目です。この項目を加筆・訂正などしてくださる協力者を求めています（P:鉄道/PJ:鉄道）。 |